# Списък с епизоди на „Връзки“
Това е списъкът с епизоди на българския комедиен сериал Връзки с оригиналните дати на излъчване в България и заглавия. В официалния сайт на сериала има само заглавия за първи сезон, но не и за втори.

## Общ преглед
| Сезон | Сезон | Време на излъчване | ТВ Сезон      | Епизоди | Премиера     | Финал       | Времетраене |
| ----- | ----- | ------------------ | ------------- | ------- | ------------ | ----------- | ----------- |
|       | 1     | Сряда-Петък, 21:30 | 2015 (лято)   | 10      | 3 юни 2015   | 25 юни 2015 | 45 минути   |
|       | 2     | Понеделник, 22:00  | 2016 (пролет) | 10      | 4 април 2016 | 6 юни 2016  | 45 минути   |

## Сезон 1
Първият сезон има 10 епизода и се излъчва през 2015. Излъчването е по bTV от сряда до петък в 21:30. Започва от 3 юни. На 19 юни (петък) не се излъчва епизод. Финалът на сезона се излъчва на 25 юни (четвъртък). Жълтото означава епизодите, които са излъчени в сряда.
| Епизод (общо) | Епизод (в сезона) | Заглавие                        | Излъчване   |
| ------------- | ----------------- | ------------------------------- | ----------- |
| 01            | 1                 | Муха в главата                  | 3 юни 2015  |
| 02            | 2                 | На лъжата краката са дълги      | 4 юни 2015  |
| 03            | 3                 | Вятърът на промяната            | 5 юни 2015  |
| 04            | 4                 | Грешката е вярна                | 10 юни 2015 |
| 05            | 5                 | Жената на ближния               | 11 юни 2015 |
| 06            | 6                 | Светът е малък                  | 12 юни 2015 |
| 07            | 7                 | Моето старо момиче              | 17 юни 2015 |
| 08            | 8                 | Секс образование                | 18 юни 2015 |
| 09            | 9                 | Приятелки до гроб               | 24 юни 2015 |
| 10            | 10                | Не мога да повярвам на очите си | 25 юни 2015 |

## Сезон 2
Вторият сезон също има 10 епизода. Снимките започват в края на 2015, а излъчването започва през април 2016. Излъчването този път е по Fox в понеделник в 22:00. Започва от 4 април и продължава до 6 юни. По bTV премиерата на сезона е на 19 юни същата година и се излъчва всяка неделя по два епизода. Сериалът не е подновен за трети сезон.
| Епизод (общо) | Епизод (в сезона) | Заглавие                          | Излъчване (Fox) | Излъчване (bTV) |
| --- | ----------------- | --------------------------------- | --------------- | --------------- |
| 11 | 1                 | 1 година по-късно                 | 4 април 2016    | 19 юни 2016     |
| Година след катастрофата на Тони, животът на семейството му е променен. Семейната къща е продадена, Лия се е изнесла да живее с баща си – Номер 1, а Мика и Дара се грижат доколкото могат за изпадналия в кома терапевт. Разбира се, това е на повърхността. В действителност Мика поддържа тайна връзка с бившия си клиент Александър Панов. Но нещата наистина се объркват, когато архитектката открива, че цикълът ѝ е спрял. По същото време Дара започва свое разследване заради забравен мъжки несесер, който по случайност е намерила в хладилната камера. А бившия мафиот планира комата на Тони да приключи с „естествена“ смърт. |                   |                                   |                 |                 |
| 12 | 2                 | Променен живот                    | 11 април 2016   | 19 юни 2016     |
| Тони се е събудил и е изчезнал, затова всички го търсят. Той се връща при семейството си и те му помагат да си спомни за живота си, но му поднасят и една лоша изненада. Мика е бременна, има си любовник и иска развод. Това не най-лошото, защото Тони не може да си спомни нищо след катастрофата, всеки път щом се събуди. |                   |                                   |                 |                 |
| 13 | 3                 | Честит рожден ден!                | 18 април 2016   | 26 юни 2016     |
| Освен че се занимава с безпаметния си баща, Дара има и други проблеми. Идва нейният рожден ден, а никой не се сеща за него. Нещо повече – тя самата няма гадже, което да покани. А това дава идеален шанс на Тони и Александър да запишат точка в своя полза. Тони разочарова Дара, като кани нейната бивша любима група и я излага пред съучениците си. Тя се сближава с Александър, защото той я изненадва с Вензи. Тони е принуден да живее с майка си. |                   |                                   |                 |                 |
| 14 | 4                 | Стратегии                         | 25 април 2016   | 26 юни 2016     |
| Серия от нелепи ситуации и дипломатически стратегии ще накарат Номер 1 да се замисли как да съчетае пътуването до Куба с търсенето на елитна детска градина, Лия – как да си намери гадже и да се изнесе от пренаселеното жилище на баща си, а Ясмина – как да изиграе правилно картите си с Панов, за да не го изгуби като възможност. Дара се влюбва в ново момче – Тео. |                   |                                   |                 |                 |
| 15 | 5                 | Проблеми в ада                    | 2 май 2016      | 3 юли 2016      |
| Предразводната битка на Тони и Мика продължава с нови средства. Преди съдбата да се намеси в полза на безработния и бездомен съпруг, медиаторката Надежда Меворах ще се опита да вземе нещата в свои ръце. Въпросът е дали Мика и Тони ще ѝ съдействат или от патовата ситуацията ще се възползва единствено дъщеря им Дара. Връзката на Александър Панов и бременната Мика също е на приливи и отливи. Скандалите и сдобряванията изглежда нямат край. Ясмина взема неочаквано решение за живота си, обаче бизнес партньорката ѝ Мика е подозрителна и смята, че нещата не са чисти.                                                       |                   |                                   |                 |                 |
| 16 | 6                 | Любовта носи само проблеми        | 9 май 2016      | 3 юли 2016      |
| Непозната жена казва на Мика, че Александър Панов тайно е поддържал паралелно връзка и с двете. Номер 1 иска той и архитектката Ирина да се съберат отново. Лия и Дара откриват любовта, всяка по странен начин. Най-изобретателен, а и облагодетелстван (като изключим амнезията му), и с 2 милиона лева в джоба си в повече е Тони. Той наследява траурна агенция от починалия си баща, назначава майка си Фелина и Лия на ключови позиции, изфабрикува „секретно парти“ на което кани с хитрост всичките си роднини, начело с жена си Мика и любовника ѝ Александър Панов.                                                               |                   |                                   |                 |                 |
| 17 | 7                 | Изтезания, лъжи и любовни истории | 16 май 2016     | 10 юли 2016     |
| Тони и близките му се чудят кой е виновникът за анонимния некролог, без да знаят, че това е Александър Панов, който междувременно е арестуван от „специален отряд“ или поне така си мисли. Ясмина го завръзва и изтезава. Тони се нанася в апартамента на Мика, с която имат мини война, а Дара им представя Тео, с когото вече са гаджета. Това обаче не е единственият проблем на тийнейджърката. Пред директорката на училището тя обяснява отсъствието си с фалшивата болест на майка си, но докъде може да стигне тази лъжа? Лия задълбочава връзката си с Никола.                                                                     |                   |                                   |                 |                 |
| 18 | 8                 | Погребение с котка                | 23 май 2016     | 10 юли 2016     |
| Тони се грижи и за двете си момичета, а това никак няма да се хареса на Панов. Мафиотът ще приеме присърце ролята на бъдещ родител, и дори се записва на курс за бъдещи родители с Мика. Ясмина мисли всички на малкия си пръст с хитрост и невероятно убедителни лъжи, като лъже Мика, пристигналата майка на Александър, когото междувременно изнудва с тайния си запис. Дара се нанася при баща си, а Номер 1 и Ирина заминават на почивка. В траурната агенция има необичайно погребение на мъж и котката му. Лия не знае, че с майката на Никола всъщност се познават от някъде...                                                     |                   |                                   |                 |                 |
| 19 | 9                 | Четирима врагове на една маса     | 30 май 2016     | 17 юли 2016     |
| Тони се оказва в ареста и успява да надхитри своята амнезия, както и съпругата си Мика. Опитите на Александър Панов да съсипе бизнеса му с траурната агенция продължават. |                   |                                   |                 |                 |
| 20 | 10                |                                   | 6 юни 2016      | 17 юли 2016     |